# 貝琳達·本契奇
貝琳達·本契奇（德語：Belinda Bencic，1997年3月10日—）斯洛伐克裔瑞士網球運動員，单打最高世界排名第4位，生涯至今获得了九座WTA巡回赛单打冠军，两座双打冠军，她也是2020年东京奥运会网球单打金牌得主。
本契奇從小師從前世界第一瑪蒂娜·辛吉斯的媽媽，也深受辛吉斯的影響，被外界認為是辛吉斯的接班人。現今，本契奇由其父親執教，她的父親在1968年從捷克斯洛伐克移民至瑞士，但是本契奇仍然持有斯洛伐克國籍。

## 職業生涯

### 早期
本契奇從四歲開始打網球，並在梅拉妮·莫里托（Melanie Molitor）網球學校訓練，在七歲那年，本契奇跟隨莫里托開始基礎訓練，隨後她前往美國佛羅里達，花了半年的時間在著名的尼克網球學校訓練。

### 2012至2013年：WTA首秀與青少年世界第一

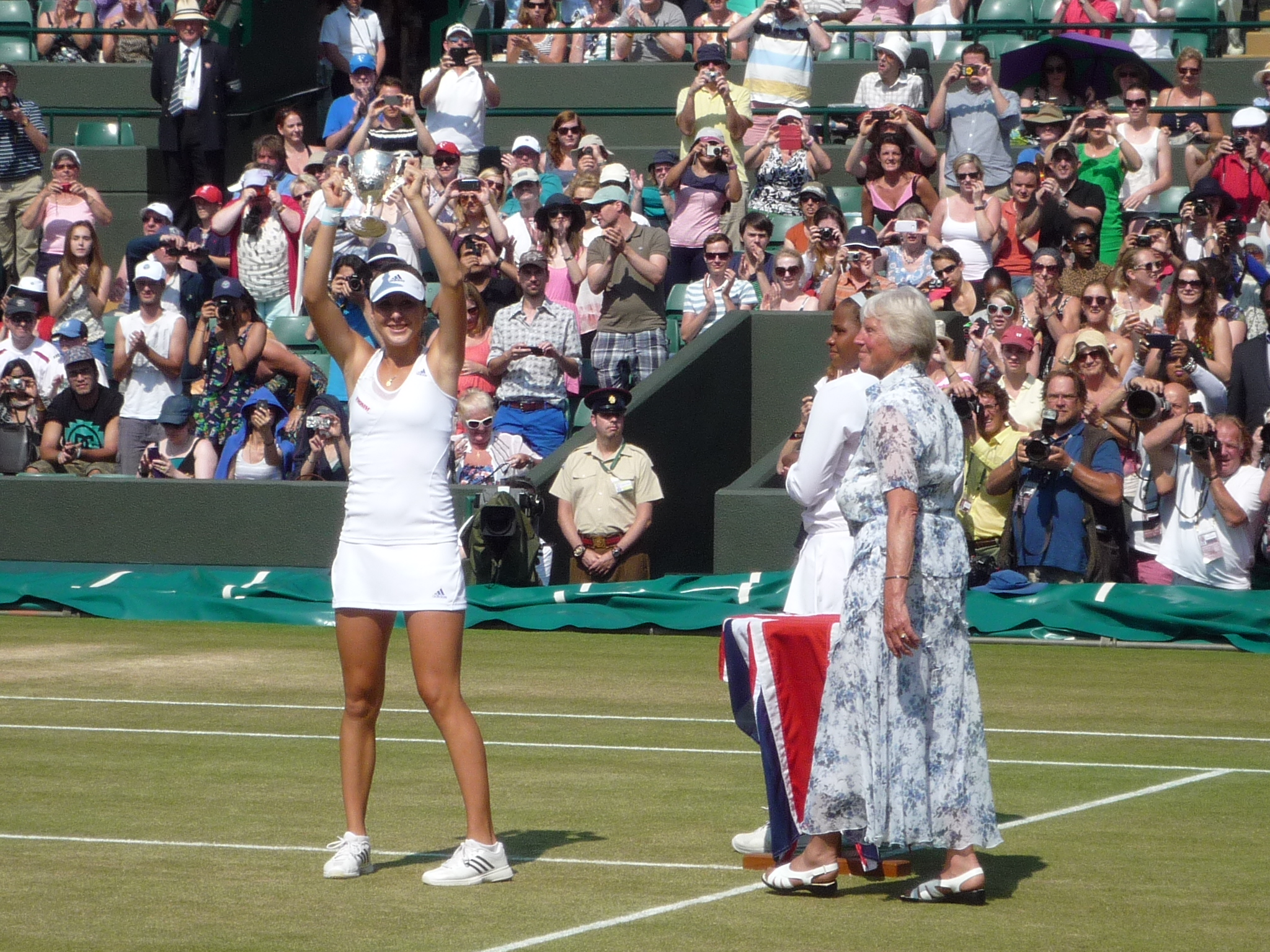
本契奇獲得2013年溫網青少組女單冠軍

本契奇於2012年開始轉為職業球員，和大多數剛轉為職業球員的網球運動員一樣，本契奇早期以參加ITF級別的比賽為主，整個青少年時期，本契奇共拿到兩個ITF冠軍。隨後，本契奇開始將注意力轉往WTA賽場，2012年5月份，本契奇被布鲁塞尔公开赛授予一張資格賽外卡，但最後沒有成功打入正賽，這也是她第一次在WTA巡迴賽亮相。而真正第一次參加WTA級別正賽，是在同年的盧森堡公開賽（Luxembourg Open）中，但在首輪比賽中被維納斯·威廉絲淘汰出局。2012年年終，本契奇的排名由年初的951名躥升至626名。
2013年，本契奇開始出現在大滿貫賽場上，在2013年法國網球公開賽中，本契奇位列賽會青少年組女子單打二號種子，並最終奪得青少年組女單冠軍，成為繼1994年辛吉斯之後，第二位在法網奪得青少組女單冠軍的瑞士球員。緊接著的溫布頓網球錦標賽，本契奇一舉多得青少組女單冠軍，並成為青少組女子世界第一。
由於年中階段的出色表現，本契奇的排名逐漸上升。10月份於日本舉行的泛太平洋公開賽，本契奇獲得了賽會一張正賽的外卡，並首次贏得WTA巡迴賽的比賽，隨後在第二輪的比賽中，輸給了最後的冠軍佩特拉·科維托娃。除了WTA和大滿貫賽事，本契奇也繼續打ITF賽事，並獲得不錯成績，因此在年末她被ITF授予「ITF青少年世界冠軍獎」。。

### 2014年：快速上升期
2014年是本契奇爆發的一年，本年度本契奇在四大滿貫中均打入正賽，在年初的澳洲網球公開賽中打入第二輪，负于最后的赛事冠军中国金花李娜，法網止步第一輪，溫網止步第三輪，但在美網創紀錄，第一次參加正賽便打進八強，成為繼瑪蒂娜·辛吉斯之後，美網最年輕的女單八強球員。

## 職業生涯戰統計

### 大滿貫單打成績
指引：
| W | F | SF | QF | #R | RR | LQ (Q#) | A | P | Z# | PO | SF-B | F-S | G | NMS | NH | NQ |

W：冠軍；F：亞軍；SF：四強；QF：八強；#R：前四輪；RR：小組賽；LQ：止步資格賽；A：缺席；P：比赛延期；Z#：戴维斯杯/联合会杯组别赛（#表示级别）；PO：參與戴維斯盃/联合会杯附加赛；SF-B：奧運會銅牌；F-S：奧運會銀牌；G：奧運會金牌；NMS：非ATP1000大師賽系列；NH：該賽事本年度未舉行；NQ：未入圍。
| 賽事             | 2014 | 勝–負 |
| ---------------- | ---- | ----- |
| 澳洲網球公開賽   | 2R   | 1–1   |
| 法國網球公開賽   | 1R   | 0–1   |
| 溫布頓網球錦標賽 | 3R   | 2–1   |
| 美國網球公開賽   | QF   | 4–0   |
| 勝–負            | 7–3  | 7–3   |

### 奧運會

#### 女子單打
| 賽果 | 年份 | 比賽       | 場地 | 決賽對手          | 勝方比分      |
| ---- | ---- | ---------- | ---- | ----------------- | ------------- |
| 金牌 | 2020 | 東京奧運會 | 硬地 | 馬爾凱塔·萬卓索娃 | 7-5、2-6、6-3 |

#### 女子雙打
| 賽果 | 年分 | 比賽       | 場地 | 搭檔              | 決賽對手                              | 勝方比分 |
| ---- | ---- | ---------- | ---- | ----------------- | ------------------------------------- | -------- |
| 銀牌 | 2020 | 東京奧運會 | 硬地 | 維多莉亞·格魯比奇 | 巴博拉·克雷吉茨科娃 凱特琳娜·絲妮柯娃 | 7-5、6-1 |

## WTA巡迴賽

### 單打冠軍
| 图示       |
| 大满贯     |
| WTA 冠军赛 |
| 皇冠明珠級 |
| 超級巡迴賽 |
| 頂級巡迴賽 |
| 國際賽     |
| 挑戰賽     |

| 次數 | 日期          | 比賽名稱 | 比賽地點     | 場地     | 決賽對手      | 比分                           |
| 1.   | 2015年8月16日 | 羅傑斯杯 | 加拿大多倫多 | 室外硬地 | 西莫娜·哈莉普 | 7–6(7–5)、6–7(4–7)、3–0 (退賽) |

### 歷年擊敗世界前十球員列表
| 賽季     | 2014 |
| 戰勝人數 | 2    |

| #    | 球員            | 排名 | 賽事           | 場地 | 輪次   | 比分          |
| ---- | --------------- | ---- | -------------- | ---- | ------ | ------------- |
| 2014 |                 |      |                |      |        |               |
| 1.   | 安赫利奎·克柏   | 7    | 美國網球公開賽 | 硬地 | 第三輪 | 6–1, 7–5      |
| 2.   | 耶萊娜·揚科維奇 | 10   | 美國網球公開賽 | 硬地 | 第四輪 | 7–6(8–6), 6–3 |

## 資料來源
1. ↑  . WTA Tennis.   [20 March 2020]. （原始内容存档于2023-05-31）.
2. ↑  . Women's Tennis Association.   [2025-02-24] （英语）.
3. ↑  . 中國體育網. 2014-06-11  [2014-08-31]. （原始内容存档于2014-09-03） （中文（简体））.
4. ↑  . 新浪體育. 2014-08-30  [2014-08-31]. （原始内容存档于2020-04-02） （中文（简体））.
5. ↑  . 搜狐體育. 2014-01-15  [2014-08-31]. （原始内容存档于2020-04-02） （中文（简体））.
6. ↑  Bühler, Dennis. . Die Zeit. 2012-06-04  [2014-08-31]. （原始内容存档于2020-08-13） （德语）.
7. ↑  Popovič, Leonard. . Plus JEDEN DEŇ. 2013-06-17  [2014-08-31]. （原始内容存档于2019-02-24） （斯洛伐克语）.
8. ↑  Stauffer, René. . Tages-Anzeiger. 2012-05-04  [2014-08-31]. （原始内容存档于2016-03-04） （德语）.
9. ↑  Germann, Daniel. . Neue Zürcher Zeitung. 2013-07-03  [2014-08-31]. （原始内容存档于2014-01-15） （德语）.
10. ↑  . 本契奇官方網站.   [2014-08-31]. （原始内容存档于2021-02-25） （德语）.
11. ↑  . WTA官方網站本契奇專頁.   [2014-08-31]. （原始内容存档于2018-05-23） （英语）.
12. ↑  . Tages-Anzeiger. 2012-10-16  [2014-08-31]. （原始内容存档于2021-03-01） （德语）.
13. ↑  . WTA官方網站.   [2014-08-31]. （原始内容存档于2018-05-23） （英语）.
14. ↑  . Schweizer Radio und Fernsehen. 2013-06-08  [2014-08-31]. （原始内容存档于2020-04-02） （德语）.
15. ↑  . Neue Zürcher Zeitung. 2013-07-06  [2014-08-31]. （原始内容存档于2020-04-02） （德语）.
16. ↑  . Blick. 2013-09-22  [2014-08-31]. （原始内容存档于2013-10-29） （德语）.
17. ↑  . 國際網球聯合會. 17 December 2013  [19 December 2013]. （原始内容存档于2020-04-02）.
18. ↑  . xinhuanet.com. 2014-01-05  [2014-01-06]. （原始内容存档于2014-02-17） （中文）.
19. ↑  . nbcsports.com. 2014-08-31  [2014-09-01]. （原始内容存档于2015-05-26） （英语）.

## 外部連結
- 官方网站
- 貝琳達·本契奇的国际女子网球协会官方資料（英文）
- 貝琳達·本契奇的國際網球總會 職業／青少年 官方資料（英文）
- Fed Cup - Player profile - Belinda BENCIC (SUI) （页面存档备份，存于）

| 獎項          | 獎項               | 獎項        |
| ------------- | ------------------ | ----------- |
| 前任： 布沙尔 | WTA最佳新秀 2014年 | 繼任： 现任 |